# Florence Tamagne
Florence Tamagne (* 1970) ist eine französische Historikerin, spezialisiert auf die Kulturgeschichte von Gender und Homosexualität.

## Leben
Tamagne diplomierte 1991 am Institut d’études politiques de Paris (IEP). 1993 erwarb sie als weiteren Hochschulabschluss eine Licence in englischer Literatur an der Universität Paris IV und 1994 die Agrégation in Geschichte. 1998 wurde sie am IEP mit einer Arbeit zu „Untersuchungen über die Homosexualität in Frankreich, England und Deutschland vom Anfang der 1920er bis zum Ende der 1930er Jahre“ (Recherches sur l’homosexualité dans la France, l’Angleterre et l’Allemagne du début des années vingt à la fin des années trente) bei Jean-Pierre Azéma mit Auszeichnung promoviert.
Von 1995 bis 1999 arbeitete Tamagne als Lehrerin an verschiedenen Lycées. Seit 2000 ist sie als Dozentin mit Forschungsauftrag (Maîtresse de conférences) an der Universität Lille III tätig. Zudem gab sie von 2001 bis 2005 am IEP Vorlesungen, von 2003 bis 2007 auch an der Universität Paris VII und von 2006 bis 2007 an der ENS Cachan.

## Wirken
Das aus ihrer Doktorarbeit hervorgegangene Buch Histoire de l’homosexualité en Europe (Berlin, Londres, Paris, 1919–1939), erschienen im Jahr 2000, war eine vergleichende Studie zur Geschichte der Homosexualität in der Zwischenkriegszeit und eine Pionierarbeit in französischer Sprache. 2004 wurde es ins Englische übersetzt. Auch in weiteren Veröffentlichungen beschäftigte sich Tamagne mit dem Thema Homosexualität, so arbeitete sie mit am Dictionnaire des cultures gays et lesbiennes und dem Dictionnaire de l’homophobie. Ihr Buch Das Palastverbrechen, erschienen 2017, konzentriert sich auf den Mord an dem homosexuellen Pariser Musiktheaterbesitzer und Politiker Oscar Dufrenne 1933 und die Sitten der damaligen Zeit. Sie arbeitete auch zu der Geschichte von Rockmusik und Jugendbewegungen zwischen den 1950er und 1970er Jahren. 2021 kuratierte sie die erste französische Ausstellung zur Geschichte von Homosexuellen im Nationalsozialismus im Mémorial de la Shoah in Paris.
Tamagne ist Redaktionsmitglied der Fachzeitschrift Revue d’histoire moderne et contemporaine.

## Werke
- Histoire de l’homosexualité en Europe (Berlin, Londres, Paris, 1919–1939). Éditions du Seuil, coll. « L’Univers historique », Paris 2000, ISBN 2-02-034884-5.
- Mauvais genre ? Une histoire des représentations de l’homosexualité. La Martinière, coll. « Les Reflets du savoir », Paris 2001, ISBN 2-84675-005-X.
- Le Crime du Palace. Enquête sur l'une des plus grandes affaires criminelles des années 1930. Payot, Paris 2017.

## Preise
- Prix Augustin-Thierry 2017